# Honda (motorfiets)
Honda motorfietsen zijn van het Japanse bedrijf Honda dat verder ook automobielen produceert.
Het bedrijf werd opgericht door Soichiro Honda, die in 1946 begon met de fabricage van motorfietsen. De eerste modellen werden nagemaakt van Europese en Amerikaanse motoren, vooral NSU's werden als voorbeeld gebruikt. De 50 cc Honda C100 Supercub (vanaf 1958) werd de meest verkochte motorfiets ter wereld. De 250 cc Dream-modellen (vanaf 1958) veroverden in één klap de wereld, gesteund door de racesuccessen van onder anderen Mike Hailwood. Een ander succes was de viercilinder CB 750 Four in 1969 en de Honda Deauville.
Tegenwoordig is Honda de grootste motorenproducent ter wereld. Honda bouwt behalve motorfietsen ook auto’s en power products (grasmaaiers, aggregaten enz.). Men produceerde in 1996 1,9 miljoen auto’s, 2,4 miljoen power producten en 5,5 miljoen motorfietsen. In 2015 was het aantal motorfietsen gestegen naar 17,8 miljoen. Er staan fabrieken in Hamamatsu, Suzuki en Kumamoto, maar ook in de VS (waar de Gold Wings gebouwd worden), Italië (Honda Italia) en Spanje (Montesa-Honda).
Verder is er samenwerking met de Koreaanse merken Daelim en Kia, de Taiwanese merken Kymco en San Yang, de Chinese merken Mors en Mig en het Tsjechische Moto Union.

## Motorfiets-modellen
- Honda 50 Giorno
- Honda CB 50, Honda CB 50 J, Honda CB 50 JX
- Honda CD 50
- Honda CR 50 R
- Honda Jazz 50
- Honda Magna 50
- Honda amigo PF50
- Honda MB 50 Bol d'Or
- Honda MS 50 Pendino
- Honda NH 50 Lead
- Honda Novio PM 50, Honda Novio R 50
- Honda NS 50 F, Honda NS 50 Melody
- Honda NS-1 50 cc, Honda NS-1 75 cc
- Honda P 50, Honda PC 50
- Honda PE 50 R
- Honda PS 50 L
- Honda QR 50
- Honda Racoon 50
- Honda RC 110, Honda RC 111, Honda RC 112, Honda RC 113, Honda RC 114, Honda RC 115, Honda RC 116, Honda CR 110
- Honda SS 50, Honda SS 50 2, Honda SS 50 Z
- Honda ST 50 Dax
- Honda Type A Cub, Honda Type F 50 Cub, Honda C 50, Honda C 50 Cub, Honda C 50 Super Cub, Honda C 100 Sport Cub, Honda C 100 Super Cub, Honda C 110 Sport Cub, Honda EZ 90 Cub, Honda CS 65, Honda CS 90, Honda CS 92
- Honda Vision 50
- Honda Z 50 JP Monkey Baja, Honda ZB 50 Monkey R, Honda ST 70 Monkey Bike
- Honda CR 80, Honda CR 80 R, Honda CR 80 R II, Honda CR 80 RA, Honda CR 80 RB, Honda CR 85 R
- Honda M 80
- Honda MBX
- Honda NH 80 MD Lead
- Honda NSR 80
- Honda Benly-serie, Honda CB 90 Benly, Honda CB 92 Benly, Honda CB 92 Benly Supersport, Honda CD 200 Benly, Honda JC 125 Benly
- Honda CT 90 Trail 90
- Honda S 90, Honda SL 90
- Honda CB 100
- Honda Dream, Type D 100 Dream, C 70 Dream, C 71 Dream, C 72 Dream, C 76 Dream, CB 72 Dream Sport, CB 72 Dream Super Sport, CB 72 Dream, CB 72 Hawk, Dream 250, Dream 50, SA 250 Dream
- Honda H 100 A
- Honda SCV 100 Lead
- Honda XL 100 S
- Honda Vision 110
- Honda C125 Supercub (2018 -
- Honda CA 125 Rebel
- Honda CB 125, Honda CB 125 J, Honda CB 125 JX, Honda CB 125 K5, Honda CB 125 N, Honda CB 125 S, Honda CB 125 S3, Honda CB 125 S3 Challenge
- Honda CBR 125 R
- Honda CBX 125, Honda CBX 125 F
- Honda CD 125 A, Honda CD 125 T
- Honda CG 125, Honda CG 125 K-B
- Honda CH 125 Spacy
- Honda CM 125 C
- Honda CR 125, Honda CR 125 R, Honda CR 125 RA, Honda CR 125 RB, Honda CR 125 RJ
- Honda CR 93
- Honda CRM 125 R
- Honda FES 125 Pantheon
- Honda MSX 125
- Honda MT 125 Elsinore
- Honda MTX 125 R
- Honda Nova R Dash 125, Honda Nova RS Dash 125
- Honda NS 125 F
- Honda NSR 125, Honda NSR 125 F, Honda NSR 125 R, Honda NSR 125 Raider
- Honda PCX 125
- Honda RC 141, Honda RC 142, Honda RC 143, Honda 2RC 143, Honda RC 144, Honda RC 145, Honda RC 146, Honda 2RC 146, Honda 4RC 146, Honda RC 148, Honda RC 149
- Honda RS 125, Honda RS 125 R, Honda RS 125 R-W
- Honda SH 125
- Honda SH Mode
- Honda TL 125 Bials
- Honda XL 125, Honda XL 125 R, Honda XL 125 S, Honda XL 125 V Varadero
- Honda XR 125 L
- Honda Z125 (Monkey)
- Honda FES 150 Pantheon
- Honda NES 150
- Honda NSR 150 RR, Honda NSR 150 SP Repsol
- Honda PS 150 i
- Honda SES 150 Dylan
- Honda SH 150 i
- Honda CD 175, Honda CD 175 A
- Honda XL 185 S
- Honda CB 200
- Honda TLM 200 R
- Honda XL 200 R
- Honda XR 200 R
- Honda ATC 250 R
- Honda AX-1
- Honda CB 250, Honda CB 250 G, Honda CB 250 Jade, Honda CB 250 N, Honda CB 250 NDX, Honda CB 250 Nighthawk, Honda CB 250 RS, Honda CB 250 S, Honda CB 250 Super Four (prototype), Honda CB 250 T, Honda CJ 250 T
- Honda CBF 250
- Honda CBR 250 F, Honda CBR 250 R, Honda CBR 250 RR
- Honda CBX 250 S
- Honda CH 250 Spacy
- Honda CM 250 C, Honda CM 250 T
- Honda CMX 250 C Rebel
- Honda CN 250 Helix
- Honda CN 250 Spazio
- Honda CR 250, Honda CR 250 Elsinore, Honda CR 250 GS, Honda CR 250 M Elsinore, Honda CR 250 M, Honda CR 250 R, Honda CR 250 RA, Honda CR 250 RB, Honda CR 250 RC, Honda CR 250 RJ
- Honda CRF 250, Honda CRF 250 L, Honda CRF 250 M, Honda CRF 250 X
- Honda CRM 250 ARo, Honda CRM 250 R
- Honda CVM 250 (prototype)
- Honda FES 250 Foresight
- Honda Forza 250 EX, Honda Forza 250 X
- Honda FTR 250 Tracker
- Honda GB 250 Clubman
- Honda Hornet 250
- Honda KB 250 Juno
- Honda ME 250
- Honda MT 250 Elsinore
- Honda MVX 250 F
- Honda NES 250 Jazz, Honda NES 250 Jazz ES-ABS
- Honda NH 250 Lead
- Honda NS 250 F, Honda NS 250 R Special Edition, Honda NS 250 R
- Honda NSR 250, Honda NSR 250 R, Honda NSR 250 SE, Honda NSR 250 V2
- Honda NX 250
- Honda RC 160, Honda RC 161, Honda RC 162, Honda RC 163, Honda CR 72, Honda RC 164, Honda 3RC 164, Honda RC 165, Honda RC 166
- Honda RC 250 M, Honda RC 250 Pro Link
- Honda RS 250 R/2, Honda RS 250 R, Honda RS 250 RF, Honda RS 250 R-W, Honda RS 250 SPH, Honda RS 250 Trial, Honda RS 250 W
- Honda RTL 250 S
- Honda RX 250 Pro Link
- Honda TL 250 (prototype)
- Honda TLR 250
- Honda TRX 250, Honda TRX 250 Recon Quad
- Honda VT 250 C, Honda VT 250 F, Honda VT 250 Spada
- Honda VTR 250, Honda VTR 250 Mostro
- Honda VTZ 250
- Honda Xelvis 25
- Honda XL 250, Honda XL 250 Degree, Honda XL 250 R, Honda XL 250 R, Honda XL 250 S, Honda XL 250 S, Honda XL 250 SA
- Honda XLR 250 R
- Honda XR 250, Honda XR 250 Baia, Honda XR 250 R, Honda XR 250 RS
- Honda RTL 260
- Honda TLM 260 R
- Honda TLR 260
- Honda CBR 300 R
- Honda NSS 300 Forza
- Honda SH 300 i
- Honda CB 77, Honda CB 77 Super Hawk, Honda CB 77 Super Sport, Honda CL 77, Honda CL 77 Mk II
- Honda RTL 305
- Honda C 320 A, Honda C 320 S
- Honda CB 350 F
- Honda CL 350 K4
- Honda RC 170, Honda RC 171, Honda RC 172, Honda 2RC 172, Honda RC 173, Honda RC 174, Honda CR 77
- Honda SL 350
- Honda TRX 350 FE Rancher 4 x 4 ES Quad, Honda TRX 350 FM Rancher 4 x 4 Quad
- Honda XL 350 R
- Honda XR 350 R
- Honda CB 360 G, Honda CJ 360 T
- Honda CX 360 Turbo (prototype)
- Honda RTL 360, Honda RTL 360 S
- Honda CB 400 A, Honda CB 400 F, Honda CB 400 N, Honda CB 400 SS (prototype), Honda CB 400 Super Bol d'Or, Honda CB 400 Super Four Version R, Honda CB 400 Super Four, Honda CB 400 T Hawk II, Honda CB 400 T
- Honda CB-1
- Honda CBR 400 F Endurance, Honda CBR 400 R, Honda CBR 400 RR
- Honda CBS 400 SS
- Honda CBX 400 F
- Honda CL 400
- Honda CM 400 T
- Honda Exp-2 (prototype)
- Honda FB-5 400
- Honda FJBS 400 Silverwing
- Honda GB 400 TT
- Honda NC 34, Honda NC 35
- Honda NS 400 R
- Honda RVF 400 R
- Honda VF 400 F
- Honda VFR 400 R
- Honda VLS 400 Steed
- Honda VRX 400 Roadster
- Honda XR 400, Honda XR 400 R
- Honda CB 450, Honda CB 450 K1, Honda CB 450 M Hellcat, Honda CB 450 Mk I, Honda CB 450 Mk II, Honda CB 450 N, Honda CB 450 S
- Honda CFR 450 R
- Honda CM 450 E
- Honda CMX 450 C Rebel
- Honda CRF 450 R, Honda CRF 450 X
- Honda CB 500 Four, Honda CB 500 F2, Honda CB 500 S, Honda CB 500 T
- Honda CBF 500, Honda CBF 500 ABS
- Honda CBR 500 R
- Honda CR 450 R, Honda CR 480 R,  Honda CR 500 R, Honda CR 500, Honda CR 500 M, Honda CR 500 XR
- Honda CX 500, Honda CX 500 C, Honda CX 500 S, Honda CX 500 TC
- Honda FT 500, Honda FT 500 Ascot
- Honda GB 500 TT Clubman
- Honda GL 500 D Silverwing Interstate
- Honda GL 500 D Silverwing
- Honda NR 500
- Honda NS 500
- Honda NSR 500, Honda NSR 500 V, Honda NSR 500 V2
- Honda RC 181
- Honda RS 500 R
- Honda Shadow-serie, Honda VT 500 C Shadow, Honda VT 600 C Shadow, Honda VT 700 C, Honda VT 750 C Shadow, Honda VT 750 C Shadow Grizzly Edition, Honda VT 750 C2 Shadow ACE, Honda VT 750 DC Shadow, Honda VT 800 Shadow, Honda VT 1100 C Shadow, Honda VT 1100 C2 Shadow ACE, Honda VT 1100 C3 Shadow Aero
- Honda V 30 Magna 500
- Honda VF 500 C, Honda VF 500 F II, Honda VF 500 F
- Honda VT 500 E
- Honda XBR 500
- Honda XL 500 R, Honda XL 500 S
- Honda XR 500, Honda XR 500 Pro Link, Honda XR 500 R, Honda XR 500 RS (prototype)
- Honda CB 550 F, Honda CB 550 F1, Honda CB 550 Four K3
- Honda CBX 550 F, Honda CBX 550 F II
- Honda CB 600 F Hornet, Honda CB 600 FS, Honda CB 600 S
- Honda CBF 600, Honda CBF 600 ABS, Honda CBF 600 N ABS, Honda CBF 600 N, Honda CBF 600 S ABS, Honda CBF 600 S
- Honda CBR 600, Honda CBR 600 F, Honda CBR 600 F Sport, Honda CBR 600 F2, Honda CBR 600 R, Honda CBR 600 RR, Honda CBR 600 SF
- Honda FJBS 600 Silverwing, Honda FJS 600 Silverwing
- Honda Transalp-serie, Honda XL 600 V Transalp, Honda XL 650 V Transalp, Honda XL 700 V Transalp
- Honda XL 600, Honda XL 600 LM, Honda XL 600 M, Honda XL 600 R, Honda XL 630 R Paris-Dakar
- Honda XR 600, Honda XR 600 R, Honda XR 600 RH
- Honda Africa Twin-serie, Honda XRV 650 Africa Twin, Honda XRV 750 Africa Twin, Honda NXR 750 Africa Twin, Honda NXR 780 Africa Twin Paris-Dakar, Honda XRN
- Honda CB 650 A, Honda CB 650 C, Honda CB 650 F, Honda CB 650 SC, Honda CB 650 Z, Honda CB 650
- Honda CBR 650 F
- Honda CBX 650 E Custom, Honda CBX 650 Nighthawk
- Honda CL 644
- Honda CX 650, Honda CX 650 E, Honda CX 650 Turbo
- Honda Deaville, Honda NT 650 V Deauville, Honda NT 700 V Deauville
- Honda FMX 650
- Honda FX 650 Vigor
- Honda GL 650 D II
- Honda GT 647 Hawk
- Honda NTV 650 Revere
- Honda NX 650 Dominator
- Honda SLR 650
- Honda XR 650 L, Honda XR 650 R
- Honda DN-01
- Honda CB 700 SC Nighthawk
- Honda VF 700 C, Honda VF 700 C Magna, Honda VF 700 C Supermagna
- Honda CB 750, Honda CB 750 A Hondamatic, Honda CB 750 Bol d'Or, Honda CB 750 C, Honda CB 750 F, Honda CB 750 F1, Honda CB 750 F2 Seven Fifty, Honda CB 750 F2, Honda CB 750 FA, Honda CB 750 KZ
- Honda CBR 750 F
- Honda CBX 750 F, Honda CBX 750 Horizon, Honda CBX 750 Nighthawk
- Honda CX 750
- Honda Griffon GRF-1 (prototype)
- Honda NC 750 S, Honda NC 750 X
- Honda NR 750, Honda NR 750 R
- Honda NS 750
- Honda RS 750, Honda RS 850 R, Honda RS 930
- Honda RSR 750
- Honda RVF 750 C Magna, Honda V 45 Magna 750
- Honda VF 750 C, Honda VF 750 C Supermagna, Honda VF 750 CJ Supermagna, Honda VF 750 F, Honda VF 750 FL, Honda VF 750 R, Honda VF 750 S
- Honda VFR 750, Honda VFR 750 F, Honda VFR 750 R, Honda VFR 750 R Interceptor, Honda VFR 750/6X, Honda RC 30, Honda RVF 750, Honda RC 45
- Honda XLV 750 R, Honda XLV 750 R Paris-Dakar
- Honda PC 800 Pacific Coast
- Honda VFR 800, Honda VFR 800 Fi, Honda VFR 800 Fi ABS, Honda VFR 800 Fi VTEC, Honda VFR 800 i VTEC
- Honda XR 80
- Honda CB 900 C, Honda CB 900 F Bol d'Or, Honda CB 900 F Hornet, Honda CB 900 F, Honda CB 900 F2 Bol d'Or, Honda CB 900 FA Bol d'Or, Honda CB 900 FC Bol d'Or, Honda CB 900 FD Bol d'Or
- Honda CBR 900 RR FireBlade, Honda CBR 900 RR TT 100 Evolution FireBlade
- Honda CF 900
- Honda E4-01 (prototype)
- Honda VFR 900 R (prototype)
- Honda RC 211 V, Honda RC 212 V, Honda RC 213 V
- Honda CB 1000, Honda CB 1000 Big One, Honda CB 1000 Custom, Honda CB 1000 R, Honda CB 1000 Super Four
- Honda CBF 1000
- Honda CBR 1000, Honda CBR 1000 F ABS, Honda CBR 1000 F DCBS, Honda CBR 1000 F, Honda CBR 1000 RR FireBlade, Honda CBR 1000 RR FireBlade SP
- Honda CBX
- Honda FWS 1000 R
- Honda Goldwing-serie, Honda GL 1000 Goldwing, Honda GL 1000 Goldwing K0, Honda GL 1000 Goldwing K3, Honda GL 1000 Goldwing LTD, Honda GL 1100 Goldwing Aspencade, Honda GL 1100 Goldwing Interstate De Luxe, Honda GL 1100 Goldwing Interstate, Honda GL 1100 Goldwing, Honda GL 1200 Goldwing Aspencade, Honda GL 1200 Goldwing Interstate, Honda GL 1500 C, Honda GL 1500 Goldwing Interstate, Honda GL 1500 Goldwing SE, Honda GL 1500 Goldwing, Honda GL 1800 Goldwing 30th Anniversary, Honda GL 1800 Goldwing, Honda Gold Wing F6B
- Honda RCB, Honda RCB 915, Honda RCB 941
- Honda RCV (prototype)
- Honda RS 1000, Honda RS 1000 RW
- Honda RSC 1000
- Honda VFR 1000 (prototype)
- Honda VTR-serie, Honda VTR 1000 F Fire Storm, Honda VTR 1000 SP-1 Fire Storm, Honda VTR 1000 SP-1W, Honda VTR 1000 SP-2 Fire Storm, Honda VTR 1000 SP-W, Honda RC 51
- Honda XL 1000 V Varadero
- Honda XLV 1000 F (prototype)
- Honda CB 1100, Honda CB 1100 F Bol d'Or, Honda CB 1100 F Hurricane, Honda CB 1100 F Super Hornet (prototype), Honda CB 1100 R, Honda CB 1100 SF X-Eleven
- Honda CBR 1100, Honda CBR 1100 XX Super Blackbird
- Honda Pan European-serie, Honda ST 1100 Pan European, Honda ST 1100 Pan European ABS/TCS, Honda ST 1100 Pan European ABS, Honda ST 1100 Pan European CBS ABS/TCS, Honda ST 1300 Pan European
- Honda V 65 Sabre 1100
- Honda VF 1100 C, Honda VF 1000 F, Honda VF 1000 F II Bol d'Or, Honda VF 1000 R
- Honda CBR 1200 XX (prototype)
- Honda VFR 1200, Honda VFR 1200 X Crosstourer
- Honda CB 1300, Honda CB 1300 F, Honda CB 1300 F ABS, Honda CB 1300 S, Honda CB 1300 SA, Honda CB 1300 Super Four
- Honda CBR 1300 R (prototype)
- Honda VTX 1300, Honda VTX 1300 S
- Honda X4 1300 (prototype)
- Honda F6C Valkyrie
- Honda NRX 1800 Valkyrie Rune
- Honda VTX 1800, Honda VTX 1800 C, Honda VTX 1800 Turbo (prototype)

## Spot- en bijnamen
- Soichiro Honda: Oyaji-San (Lachende man)
- Honda (algemeen): Hoge Onkosten Na Dure Aanschaf, Hier Onder Niets Dan Afval, Hoop Optimisme Na De  Aanschaf.
- Honda CB 450 (1966): Black Bomber, Big Black Bomber
- Honda CBR 1100 XX Super Blackbird: Mega Merel, Super Blufbird (de motor haalde de opgegeven topsnelheid van 300 km/uur niet)
- Honda fabriekscrossers: Red Devils
- Honda GoldWing: Rijdend bankstel,Lead Wing, halve auto, Scania, touringcar, boot, slagschip, Cabrio,Tuperware
- Honda Model A (1946): The Chimney (dit motortje rookte enorm)
- Honda NR 500/750: Never Ready (het duurde lang voor de machines klaar waren, de NR 500 was een wegracer die nooit het vereiste niveau haalde).
- Honda PC 800 Pacific Coast: Pacific Ghost, Chemisch Toilet (vanwege het overdadige plaatwerk, vooral rondom het achterwiel), Tupperware Box en Plastic Coast (wegens al het plastic).
- Honda RC 181 500 cc racer: The beast (beresterk blok in een slecht frame)
- Honda ST 1100/ST 1300 Pan European: Pan